# Rainer Kepplinger
Rainer Kepplinger (Linz, 19 augustus 1997) is een professioneel wielrenner en voormalig roeier uit Oostenrijk.

## Carrière
Op 12-jarige leeftijd begon Kepplinger met roeien. In 2017 maakte hij deel uit van het lichtgewicht team dat zilver won op de Wereldkampioenschappen roeien onder 23. Twee jaar later werd hij zevende in de categorie lichtgewicht enkel. Ditmaal op het wereldkampioenschap. Zijn grote doel was deelname aan de Olympische Zomerspelen 2020 in Tokio. Naast het roeien was Kepplinger ook actief op de fiets, tijdens de coronapandemie veelal in de vorm van E-Cyling. In 2020 won hij de E-Cycling competitie van Oostenrijk. Enkele maanden later leed hij aan de ziekte van Pfeiffer. Hierdoor viel zijn droom voor deelname aan de Zomerspelen bij het roeien uiteen. 
In mei 2021 besloot Kepplinger plotseling te stoppen met roeien en zich volledig te richten op het wielrennen. Hij startte bij Hrinkow Advarics. Een maand later behaalde hij een 5e plaats op het Oostenrijks kampioenschap wielrennen, bij het tijdrijden. Een jaar later eindigde hij als tweede eveneens in het tijdrijden, achter Felix Großschartner. In 2022 behaalde Kepplinger ook zijn eerste professionele zege. Hij won de derde etappe en het eindklassement in de Ronde van Opper-Oostenrijk.
Vanaf het seizoen van 2023 heeft hij een contract bij Bahrain-Victorious.

## Palmares

### Roeien
2017
 Wereldkampioenschappen roeien onder 23, lichtgewicht met vier

### Wegwielrennen
2022
3e etappe Ronde van Opper-Oostenrijk
Eindklassement Ronde van Opper-Oostenrijk

## Resultaten in voornaamste wedstrijden
| Jaar | Ronde van Italië | Ronde van Frankrijk | Ronde van Spanje |
| ---- | ---------------- | ------------------- | ---------------- |
| 2023 |                  |                     |                  |
| 2024 | 64e              |                     | opgave           |

| Jaar | Strade Bianche |  | WK op de weg |
| ---- | -------------- |  | ------------ |
| 2023 | 48e            |  | opgave       |
| 2024 |                |  |              |

### Resultaten in kleinere rondes
| Jaar | UAE Tour | Ronde van Catalonië | Ronde van het Baskenland | Ronde van Romandië | Critérium du Dauphiné | Ronde van Guangxi |
| ---- | -------- | ------------------- | ------------------------ | ------------------ | --------------------- | ----------------- |
| 2023 |          | opgave              | opgave                   | 14e                |                       | 21e               |
| 2024 | opgave   |                     |                          | 63e                | opgave                |                   |
| 2025 | 13e      | opgave              |                          |                    |                       |                   |

## Ploegen
- 2021 –  Hrinkow Advarics
- 2022 –  Hrinkow Advarics
- 2023 –  Bahrain-Victorious
- 2024 –  Bahrain Victorious
- 2025 –  Bahrain Victorious

Arashiro · Arndt · Bauhaus · Bilbao · Buitrago · Buratti (vanaf 12/4) · Caruso · Govekar · Gradek · Haig · Haussler (tot 7/4) · Kepplinger · Landa · Maciejuk · Madan · Mäder (overleden 16/7) · Miholjević · Milan· Mohorič · Pasqualon · Pernsteiner · Poels · Price-Pejtersen · Rajović · Scott · Sütterlin · Tiberi (vanaf 1/6) · Tu · Wright · Zambanini
Arashiro · Arndt · Bauhaus · Bilbao · Bruttomesso · Buitrago · Buratti · Caruso · Govekar · Gradek · Haig · Kepplinger · Madan · Miholjević · Mohorič · Pasqualon · Pickering · Poels · Price-Pejtersen · Rajović · Scott · Stannard (vanaf 19/8) · Sütterlin · Tiberi · Træen · Tu · Wiśniowski (vanaf 1/3) · Wright · Zambanini · Skerl (stagiair) · van der Meulen (stagiair) · Van Mechelen (stagiair)
Arndt · Bauhaus · Bilbao · Bruttomesso · Buitrago · Buratti · Caruso · Ermakov · Eržen · Eulálio · Govekar · Gradek · Haig · Kepplinger · Martinez · Miholjević · Mohorič · Paasschens · Pasqualon · Pickering · Skerl · Stannard · Stockwell · Tiberi · Træen · Tu · van der Meulen · Van Mechelen · Wright · Zambanini